# Táchira

Táchira läge i Venezuela

Táchira flagga

Táchira är en av Venezuelas 23 delstater (estados), belägen i den nordvästra delen av landet. Den har en yta på 11 100  km² och en befolkning på 1 177 300 invånare (2007). Huvudstad är San Cristóbal.

## Kommuner
Delstatens kommuner (municipios) med centralort inom parentes.
1. Andrés Bello (Cordero)
2. Antonio Romulo Costa (Las Mesas)
3. Ayacucho (Colón)
4. Bolívar (San Antonio del Táchira)
5. Cárdenas (Táriba)
6. Córdoba (Santa Ana del Táchira)
7. Fernández Feo (San Rafael del Piñal)
8. Francisco de Miranda (San Jose de Bolivar)
9. García de Hevia (La Fría)
10. Guasimos (Palmira)
11. Independencia (Capacho Nuevo)
12. Jauregui (La Grita)
13. Jose Maria Vargas (El Cobre)
14. Junín (Rubio)
15. Libertad (Capacho Viejo)
16. Libertador (Abejales)
17. Lobatera (Lobatera)
18. Michelena (Michelena)
19. Panamericano (Coloncito)
20. Pedro María Ureña (Ureña)
21. Rafael Urdaneta (Delicias)
22. Samuel Dario Maldonado (La Tendida)
23. San Cristóbal (San Cristóbal)
24. San Judas Tadeo (Umuquena)
25. Seboruco (Seboruco)
26. Simón Rodríguez (San Simon)
27. Sucre (Queniquea)
28. Torbes (San Josecito)
29. Uribante (Pregonero)